# Gendarusin A
Gendarusin A ist ein glycosyliertes Flavon aus der Pflanze Justicia gendarussa. Die Substanz wird als Verhütungsmittel für Männer erforscht.

## Geschichte
Die Blätter der Pflanze Justicia gendarussa werden bei bestimmten Stämmen auf Neuguinea schon seit Jahrhunderten von Männern in Teeform zur Verhütung eingesetzt. In der wissenschaftlichen Literatur wurde Gendarusin A erstmals im Jahr 2009 von einer Forschergruppe aus Indonesien beschrieben.

## Vorkommen

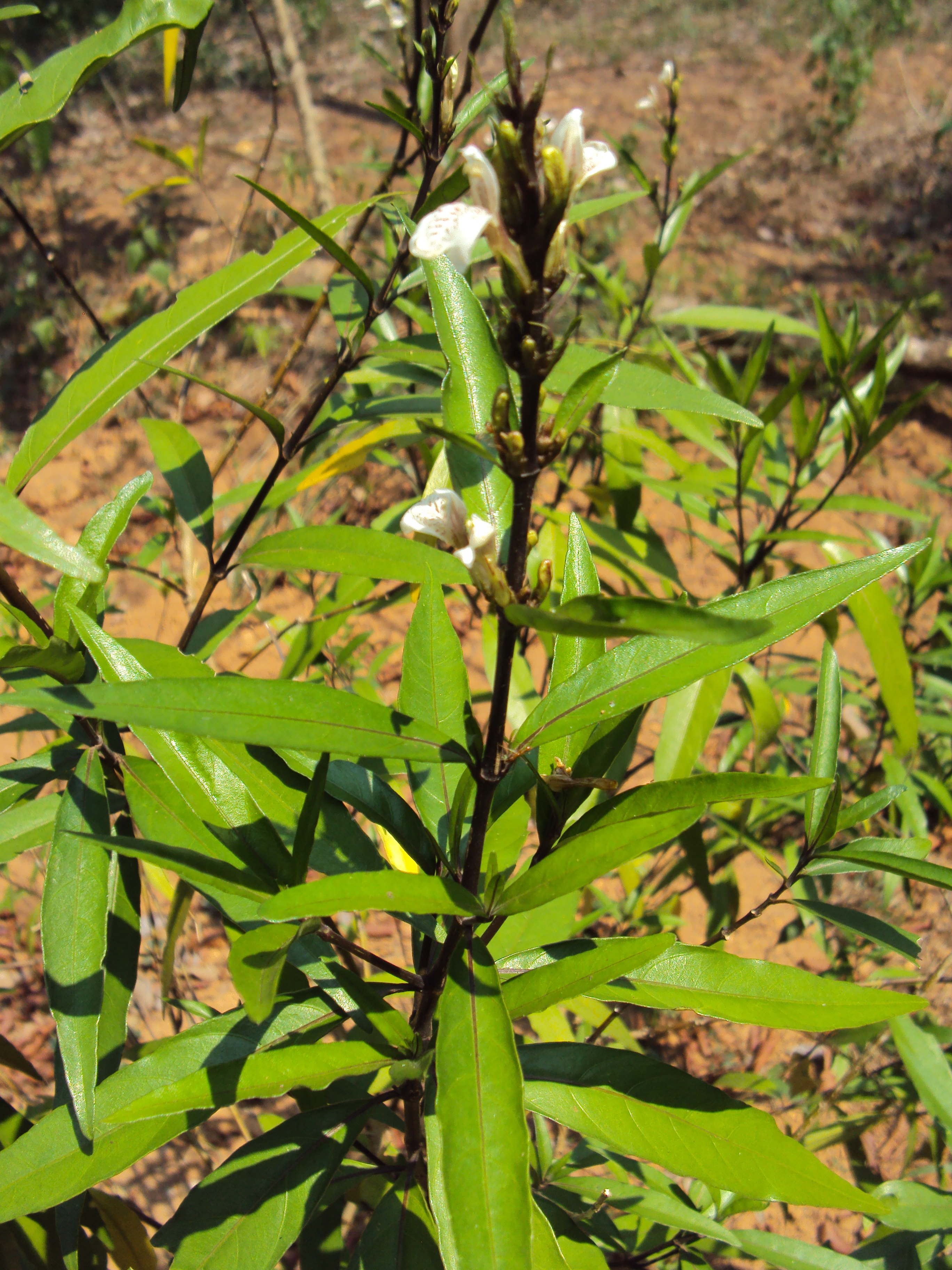
Justicia gendarussa

Gendarusin A kommt zusammen mit Gendarusin B natürlich in der Pflanze Justicia gendarussa vor.

## Eigenschaften
Gendarusin A wirkt hemmend auf das Enzym Hyaluronidase, welches dafür verantwortlich ist, dass ein Spermium in die Eizelle der Frau eindringen kann.

## Verwendung
Gendarusin A wird als Kandidat für männliche Verhütungsmethoden untersucht.